# Гриньо
Гриньо, Ґриньйо (італ. Grigno, вен. Grigno) — муніципалітет в Італії, у регіоні Трентіно-Альто-Адідже,  провінція Тренто.
Гриньо розташоване на відстані близько 470 км на північ від Рима, 45 км на схід від Тренто.
Населення — 2243 особи (2014).
Щорічний фестиваль відбувається 25 липня. Покровитель — San Giacomo.

## Демографія
Населення за роками:

Станом на 1 січня 2023 року в муніципалітеті офіційно проживало 99 іноземців з 19 країн, серед них 34 громадяни країн Євросоюзу та 1 громадянин України.

## Сусідні муніципалітети
- Арсьє
- Азіаго
- Кастелло-Тезіно
- Чинте-Тезіно
- Чизмон-дель-Граппа
- Енего
- Оспедалетто